# Bejuco (Costa Rica)
Bejuco è un distretto della Costa Rica facente parte del cantone di Nandayure, nella provincia di Guanacaste.